# Vincenzo Cantiello
Vincenzo Cantiello (født 25. august 2000) er en italiensk sanger, der repræsenterede Italien og vandt Junior Eurovision Song Contest 2014 med sangen "Tu primo grande amore" på dansk Din første store kærlighed, sangen opnåede 159 point. Han var den eneste dreng i konkurrencen.